# Rougham (Suffolk)
Rougham is een dorp in het bestuurlijke gebied St. Edmundsbury, in het Engelse graafschap Suffolk met 777 inwoners (1961). Rougham ligt in de civil parish Rushbrooke with Rougham.
De kerk van St. Mary is een van de 47 objecten welke in Rougham onder de English Heritage vallen. Hij dateert uit de 14e en 15e eeuw
Rougham komt in het Domesday Book (1086) voor als 'Ruhham'.